# NGC 5048
NGC 5048 est une galaxie lenticulaire vue par la tranche et située dans la constellation de l'Hydre. Sa vitesse par rapport au fond diffus cosmologique est de 4 664 ± 26 km/s, ce qui correspond à une distance de Hubble de 68,8 ± 4,8 Mpc (∼224 millions d'al). NGC 5048 a été découverte par l'astronome britannique John Herschel en 1835.
À ce jour, trois mesures non basées sur le décalage vers le rouge (redshift) donnent une distance de 40,567 ± 16,511 Mpc (∼132 millions d'al), ce qui est à l'extérieur valeurs de la distance de Hubble. Notons cependant que c'est avec la valeur moyenne des mesures indépendantes, lorsqu'elles existent, que la base de données NASA/IPAC calcule le diamètre d'une galaxie et qu'en conséquence le diamètre de NGC 5048 pourrait être d'environ 58,6 kpc (∼191 000 al) si on utilisait la distance de Hubble pour le calculer.